# آندری اورلیک
آندری اورلیک (اوکراینی: Андрій Орлик؛ زادهٔ ۶ مارس ۱۹۹۸) ورزشکار، و اسکی‌باز صحرانوردی اهل اوکراین است. او همچنین از اسکی‌بازان اسکی صحرانوردی در بازی‌های المپیک زمستانی ۲۰۱۸ بوده است.